# Ting-jüan (okres)

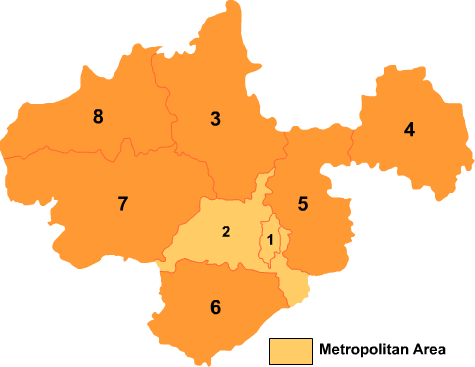
Na mapě Čchu-čou je Ting-jüan vyznačen číslem 7

Okres Ting-jüan (čínsky pchin-jinem Dìngyuǎn xiàn, znaky 定远县) je okres Čínské lidové republiky patřící k prefektuře Čchu-čou v provincii An-chuej. Má rozlohu 2891 čtverečních kilometrů a v roce 2004 v něm žilo přes 900 tisíc obyvatel.

## Doprava
Přes okres vede vysokorychlostní trať Peking – Šanghaj.

## Osobnosti
- Lan Jü († 22. března 1393) – čínský vojevůdce
- Li Kche-čchiang (* 1. července 1955) – čínský vicepremiér